# Jonas Obleser
Jonas Obleser (Winnenden, Bade-Vurtemberga, 1975) é um psicólogo e neuroscientista alemão, e também autor do "Slow Science Manifesto" (manifesto a favor da "ciência lenta").
Obleser estudou psicologia na Universidade de Constança. Em 2004 escreveu a sua tese de doutorado sobre a neurobiologia da perceção da fala. Trabalhou na Universidade de Georgetown e na University College London e é desde 2011 diretor do grupo de pesquisa "Auditive Kognition" (cognição auditiva) no Instituto Max Planck, em Leipzig.

## "Slow Science Manifesto"
Em 2010 Obleser fundou a organização "Slow Science", em Berlim, e editou o "Slow Science Manifesto". O manifesto começa com o slogan: "Somos cientistas. Não blogamos. Não tuitamos. Nós precisamos do nosso tempo."
O eco mediático foi grande e alcançou a revista estado-unidense The Atlantic Monthly, passou pela Folha de S. Paulo, chegando até ao jornal turco Hürriyet.